# Square Bolivar
Pour les articles homonymes, voir Bolivar.
Le square Bolivar est une voie du 19e arrondissement de Paris, en France.

## Situation et accès
Le square Bolivar débute au 36, avenue Simon-Bolivar et se termine au 20, rue Clavel. La rue, en montée, entoure un terre-plein central arboré qui constitue une espèce de placette en son milieu. Passant de l'altitude 83 m. à l'altitude 93 m. elle a une déclivité d'environ 10%.

## Origine du nom
Le square Bolivar doit son nom à l'avenue Simon-Bolivar, elle-même nommée en hommage au Libertador Simón Bolívar (1783-1830), qui participa de manière décisive à l'indépendance de la Bolivie, de la Colombie, de l'Équateur, du Panama, du Pérou et du Venezuela. Bolívar participa également à la création de la Grande Colombie, dont il souhaitait qu'elle devînt partie d'une grande confédération politique et militaire regroupant l'ensemble de l'Amérique latine, (une sorte d'États-Unis d'Amérique du Sud) et dont il fut le premier président.

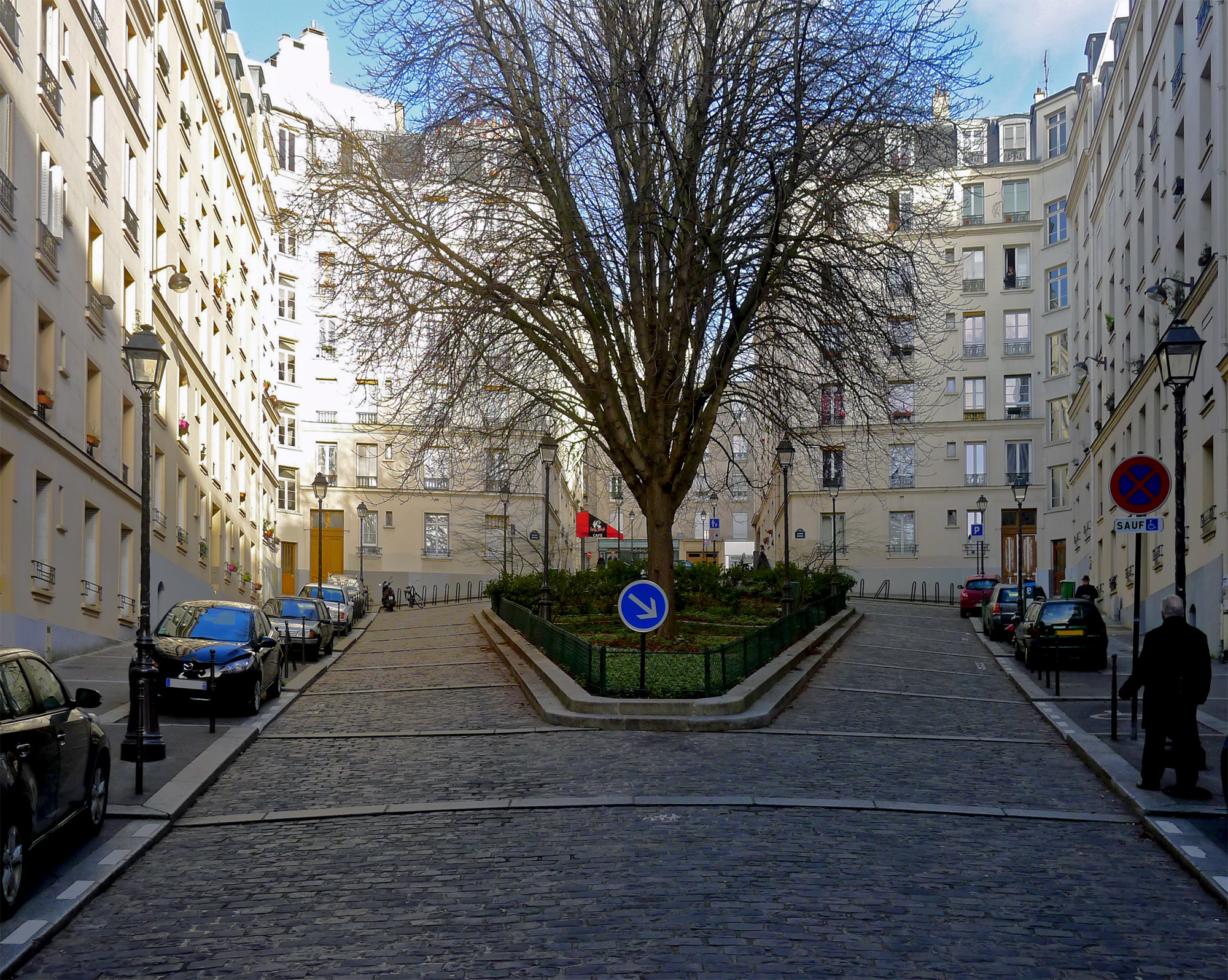
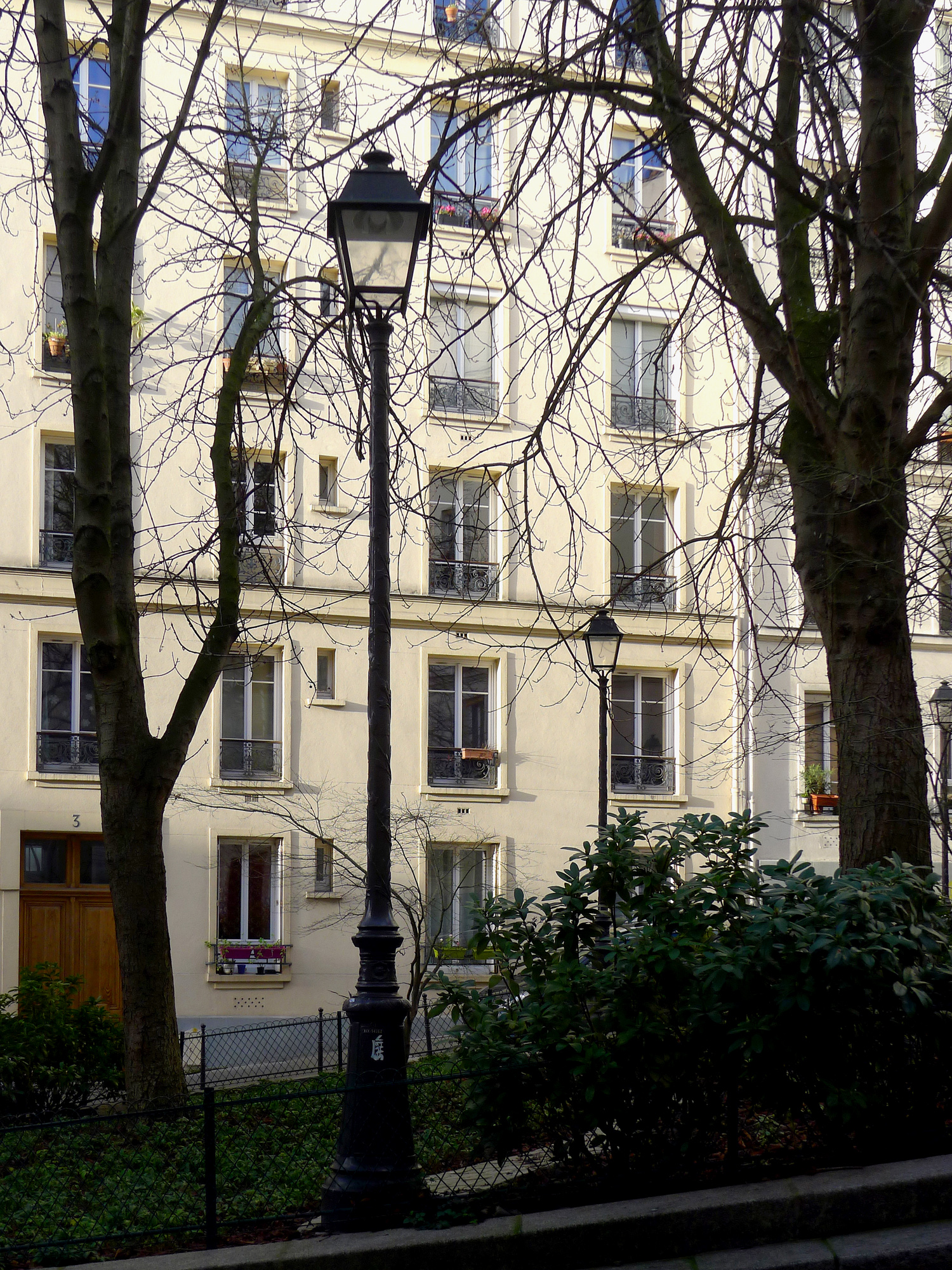
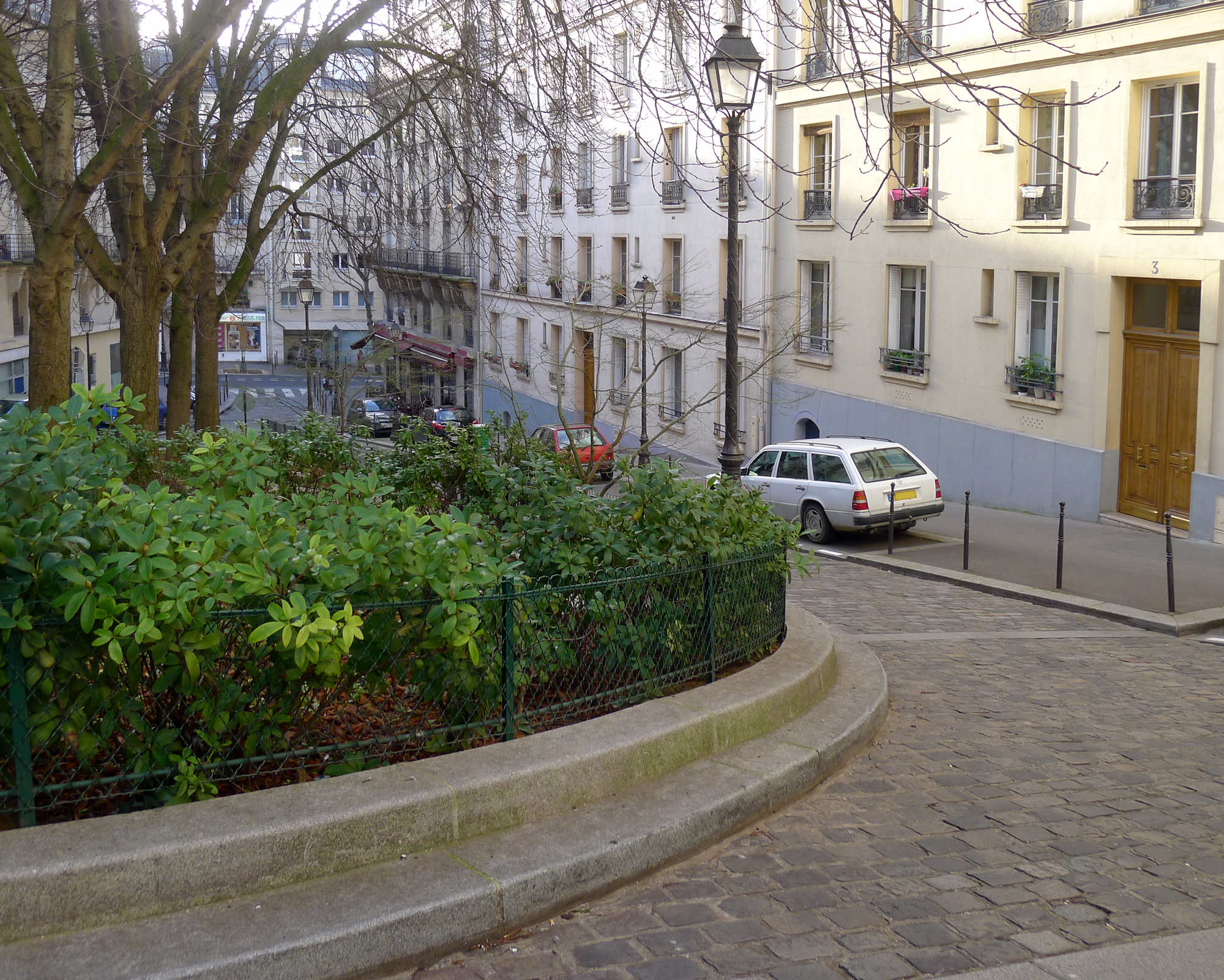
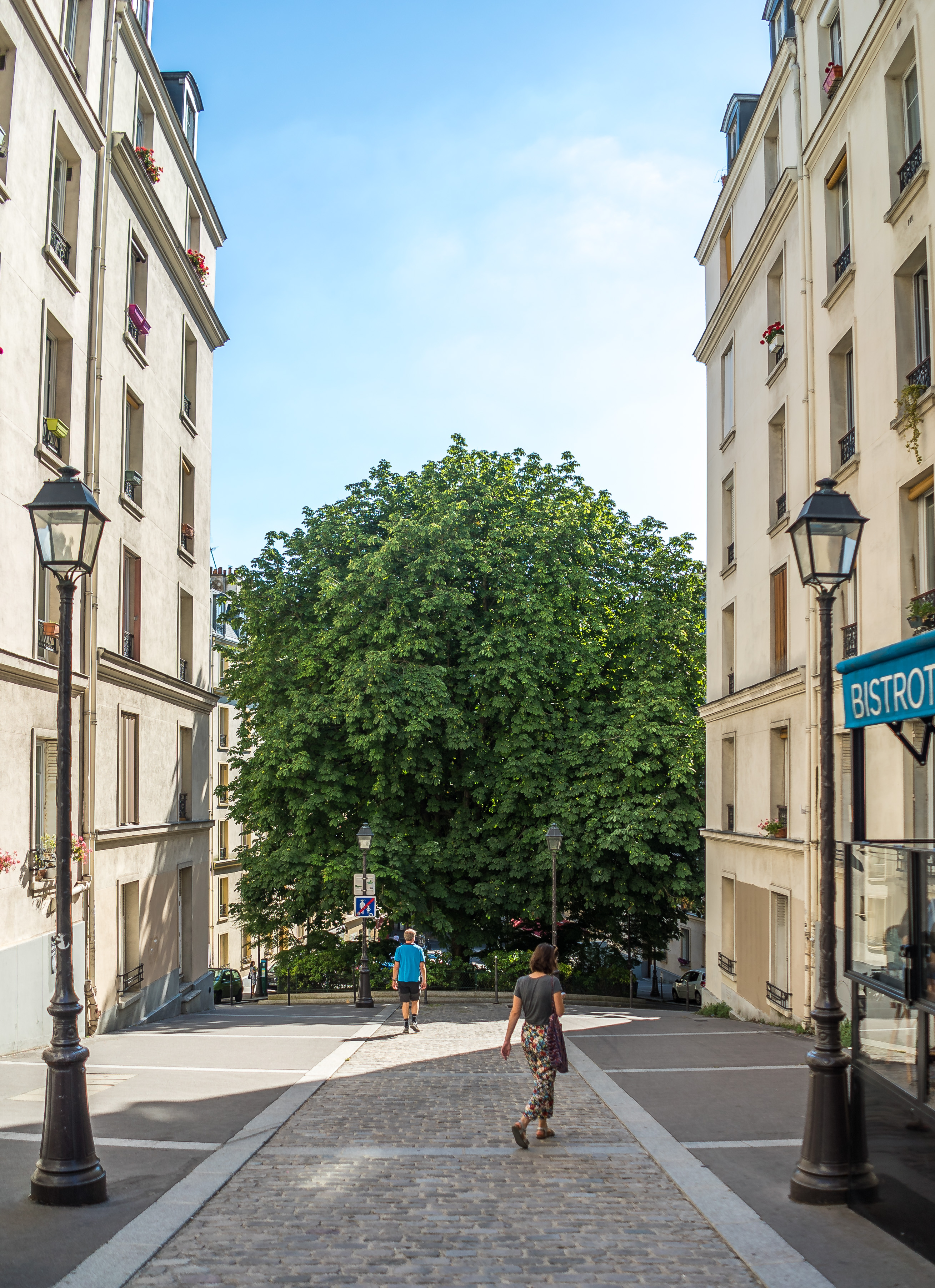

## Historique
Ce square créé en 1902, par la Société immobilière de la rue Bolivar sous sa dénomination actuelle, est classé dans la voirie de Paris par arrêté du 1er septembre 1932.

## Apparitions au cinéma
- il apparaît en 1950 dans le film Orphée de Jean Cocteau ;
- plusieurs scènes du film Le rouge est mis, de Gilles Grangier, sorti en 1957, y ont été tournées ;
- Le réalisateur Lionel Bailliu y tourna une scène romantique en 2012 pour son film Denis.